# Izabo
«Izabo» (івр. איזבו) — ізраїльський гурт, що представляв Ізраїль на пісенному конкурсі Євробачення 2012.

## Історія
Гурт був утворений 1989 року в місті Петах-Тіква. Дебютний альбом «Fun Makers» вийшов наприкінці 2003 року, і був позитивно зустрінутий рядом музичних критиків.
7 лютого 2012 музиканти були обрані закритим відбором, щоб представити свою країну на конкурсі Євробачення 2012, який пройде в Баку. Конкурсна композиція «Time» була виконана в першому півфіналі. За результатами півфіналу, який відбувся 22 травня 2012 року, пісня не пройшла до фіналу.

## Дискографія
- Fun Makers (2003)
- Super Light (2008)